# Abd Allah an-Nusur
Abd Allah an-Nusur (ar. عبد الله النسور, ur. 1939 w As-Salt) – jordański polityk, wielokrotny minister i były wicepremier, parlamentarzysta, od 11 października 2012 roku do 1 czerwca 2016 premier Jordanii.

## Życiorys
Abd Allah an-Nusur urodził się w 1939 w As-Salt, gdzie w 1956 ukończył szkołę średnią. W 1960 ukończył studia licencjackie z zakresu matematyki na Uniwersytecie Amerykańskim w Bejrucie. W 1965 został absolwentem studiów MBA na University of Detroit Mercy w Detroit. W 1978 doktoryzował się na paryskiej Sorbonie.
Pracę zawodową rozpoczynał w 1960 jako wykładowca, by w trzy lata później objąć posadę urzędniczą w Ministerstwie Edukacji. W 1970 został przewodniczącym Królewskiego Towarzystwa Naukowego. W 1975 objął stanowisko stałego przedstawiciela Jordanii przy UNESCO. Od 1978 do 1984 pracował jako urzędnik w strukturach kilku ministerstw.
W 1984 wszedł po raz pierwszy w skład rządu, obejmując stanowisko ministra planowania. W następnych latach sprawował kolejne funkcje ministerialne. W 1986 objął urząd ministra edukacji, w 1991 urząd ministra spraw zagranicznych, w 1993 stanowisko ministra przemysłu i handlu, a w 1996 stanowisko ministra szkolnictwa wyższego. W 1997 został mianowany wicepremierem i ministrem rozwoju administracyjnego, a w 1998 wicepremierem oraz ministrem informacji.
W 1989 po raz pierwszy zdobył mandat deputowanego do Izby Reprezentantów, a w cztery lata później uzyskał w niej reelekcję na kolejną kadencję. W 1997 został mianowany przez króla Husajna członkiem Senatu, w którym zasiadał do 2001. W 2009 król Abdullah II ponownie mianował go senatorem. Jednakże rok później an-Nusur uzyskał mandat deputowanego do Izby Reprezentantów w wyborach parlamentarnych.
10 października 2012 król Abd Allah II powierzył an-Nusurowi misję utworzenia nowego rządu. Jego nominacja na stanowisko premiera nastąpiła kilka dni po rozwiązaniu przez króla parlamentu i związanej z tym dymisji gabinetu Fajiza at-Tarawiny. Nowy rząd, złożony z 21 ministrów tworzących w większości również poprzedni gabinet, został zaprzysiężony następnego dnia. Głównym jego zadaniem było przygotowanie wcześniejszych wyborów parlamentarnych, które zgodnie z prawem miały odbyć się w ciągu czterech miesięcy, a także doprowadzenie do dialogu pomiędzy wszystkimi środowiskami społecznymi i politycznymi w okresie przejściowym w celu zachęcenia ich do uczestnictwa w wyborach. Odnosiło się to zwłaszcza do głównej partii opozycji islamskiej, Islamskiego Frontu Działań, który zapowiedział bojkot głosowania z powodu braku reformy prawa wyborczego, wobec którego stawiał zarzut dyskryminacji obywateli pochodzenia palestyńskiego, stanowiących rdzeń jego zwolenników.
18 marca 2014 rząd an-Nusura przetrwał głosowanie nad wotum nieufności. Parlamentarzyści zarzucali mu brak odpowiedniej reakcji na zabójstwo sędziego Rajda Zuajtira, który został zastrzelony przez izraelskich żołnierzy tydzień wcześniej na granicy państwowej. Posłowie domagali się wydalenia izraelskiego ambasadora i zniesienie traktatu pokojowego z Izraelem, podpisanego w 1994. Przeciwko wotum nieufności głosowało 81 deputowanych w 130-osobowym parlamencie. W dniu 29 maja 2016 roku rząd an-Nusura podał się do dymisji, i król Abdullah II wyznaczył Haniego al-Mulkiego na stanowisko nowego premiera